# Municipio de Jackson (condado de Sullivan, Indiana)
El municipio de Jackson (en inglés: Jackson Township) es un municipio ubicado en el condado de Sullivan en el estado estadounidense de Indiana. En el año 2010 tenía una población de 1904 habitantes y una densidad poblacional de 16,66 personas por km².

## Geografía
El municipio de Jackson se encuentra ubicado en las coordenadas 39°12′24″N 87°17′33″O / 39.20667, -87.29250. Según la Oficina del Censo de los Estados Unidos, el municipio tiene una superficie total de 114.27 km², de la cual 112,04 km² corresponden a tierra firme y (1,95 %) 2,23 km² es agua.

## Demografía
Según el censo de 2010, había 1904 personas residiendo en el municipio de Jackson. La densidad de población era de 16,66 hab./km². De los 1904 habitantes, el municipio de Jackson estaba compuesto por el 98,42 % blancos, el 0,05 % eran afroamericanos, el 0,16 % eran amerindios, el 0,05 % eran de otras razas y el 1,31 % eran de una mezcla de razas. Del total de la población el 0,47 % eran hispanos o latinos de cualquier raza.